# Heinz Laitzsch
Heinz Laitzsch (* 1. November 1929) ist ein deutscher ehemaliger Fußballspieler. Er spielte in den 1950er-Jahren für die Betriebssportgemeinschaft (BSG) Motor Zwickau in der DDR-Oberliga, der höchsten Liga im DDR-Fußball.

## Sportliche Laufbahn
Sein erstes Oberligaspiel bestritt der 23-jährige Heinz Laitzsch für Motor Zwickau am viertletzten Spieltag der Saison 1951/52. In der Begegnung BSG Motor – Volkspolizei Dresden (1:4) wurde er als Ersatz für Linksaußen Siegfried Meier auf dessen Position eingesetzt. Dasselbe wiederholte sich noch einmal am folgenden Spieltag. Nach diesem Einstand machte ihn Trainer Erich Dietel in der Saison 1952/53 zum Stammspieler und ließ Laitzsch als halblinken Stürmer spielen. In den 32 Punktspielen fehlte er lediglich bei drei Partien und erzielte seine ersten drei Oberligatore. Nachdem Laitzsch schon zu Saisonbeginn 1953/54 vier Spielausfälle zu verzeichnen hatte, wurde er nach dem 19. Spieltag, nachdem er noch zwei Tore erzielt hatte, bis zum Saisonende überhaupt nicht mehr eingesetzt. In der Vorbereitung auf die Saison 1954/55 wurde Laitzsch von Motor Zwickau noch in Testspielen und in der 1. Pokalrunde eingesetzt, danach verschwand er aber aus dem Spieleraufgebot. Erst zu Beginn der Spielzeit 1957 tauchte Laitzsch wieder in anfänglichen Testspielen auf, wurde aber in der Saisonvorschau nicht erwähnt. Trotzdem wurde er am 20. und 21. Spieltag in der Oberliga aufgeboten, einmal über die volle Spieldauer, beim zweiten Einsatz als Einwechselspieler für 23 Minuten. 
Ab 1958 spielte Heinz Laitzsch für den zweitklassigen DDR-Ligisten Chemie Glauchau. Während er 1958 noch bei sechs von 26 Ligaspielen fehlte, war er 1959 mit 26 Ligaeinsätzen unangefochten Stammspieler. Er wurde sowohl als Mittelfeldspieler als auch im Angriff eingesetzt, kam aber zu keinem Torerfolg. Als Chemie Glauchau 1959 aus der DDR-Liga abstieg, verbrachten die Glauchauer danach mehrere Jahre in der Bezirksliga. Für den 30-jährigen Heinz Laitzsch war damit die Karriere im höherklassigen Fußball beendet. 